# Afanàssievka (Primórie)
|  | Per a altres significats, vegeu «Afanàssievka». |

Afanàssievka (en rus: Афанасьевка) és un poble del krai de Primórie, a l'Extrem Orient de Rússia, que en el cens del 2010 tenia 77 habitants.